# Фридрих-Вильгельм-Любке-Ког
Фридрих-Вильгельм-Любке-Ког (нем. Friedrich-Wilhelm-Lübke-Koog) — община в Германии, в земле Шлезвиг-Гольштейн.
Входит в состав района Северная Фризия. Подчиняется управлению Видингхарде. Население составляет 168 человек (на 31 декабря 2010 года). Занимает площадь 13,49 км².
Официальным языком в населённом пункте, помимо немецкого, является севернофризский.